# Leonhard Kubizek
Leonhard Kubizek (* 1. September 1963 in Krumau am Kamp, Waldviertel) ist ein österreichischer Musiker (Klarinettist), Coach und Buchautor.

## Leben
Leonhard Kubizeks Vater war der Komponist und Chorleiter Augustin Kubizek, seine Mutter die Cellistin und Gambistin Elli Lewinsky. Sein Großvater war August Kubizek, der Jugendfreund Adolf Hitlers. Er ist der zweitälteste von vier Geschwistern.
Im Alter von vier Jahren begann Leonhard Kubizek mit Klavierspiel. Er lernte zunächst bei seinen Eltern und ab 1969 bei Renate Kramer-Preisenhammer. Mit neun Jahren kam er in die Klarinettenklasse Rudolf Jettels an der Wiener Musikakademie. Im Alter von 15 Jahren begann seine Solistenkarriere als Klarinettist. Er gab über acht Jahre lang Konzerte auf der ganzen Welt.
1982 war Leonhard Kubizek Österreichs „Musiker des Jahres“ (ORF) und Preisträger im „International Young Musician of the Year“- Contest. Zudem war der Vertreter Österreichs beim ersten Eurovision Young Musicians-Wettbewerb.
Im Jahr 1983 debütierte er als Solist bei den Salzburger Festspielen mit Mozarts Klarinettenkonzert und hatte seine erste Show als Alleinunterhalter (Magicsound) im Wiener Konzerthaus. Es folgten Konzerte auf der ganzen Welt sowie Rundfunk-, Fernseh- und Plattenproduktionen, wobei er mit berühmten Orchestern (u. a. Wiener Symphoniker, Royal Philharmonic Orchestra, Den-Haag-Promenade Orchestra) und Persönlichkeiten wie Leonard Bernstein zusammenarbeitete.
1992 kommt es zur Neuorientierung. Leonhard Kubizek arbeitet als Trainer und Coach für Musizierende mit Performers Burn-Out Syndrom. Er lernte in den USA Regie, Drehbuchschreiben und setzte sich mit unterschiedlichen Wegen beim Lernen und dem Einsatz eigener Fähigkeiten auseinander. Er arbeitete dort (als Pat Leonhard) als Regisseur für Künstler, Orchester, Fernsehanstalten und Filmgesellschaften, sowie für Unternehmen und projektbezogene Kooperationsstrukturen in den USA und Europa.
Im Jahr 2000 errichtete Leonhard Kubizek die „Waldviertler Geisterwerkstatt“, ein Tourismus- und Theaterbetrieb, der als Versuchslaboratorium mit 350.000 Samples den Grundstein für „Leonhard Kubizeks mymozartScan“ legte.
Diese künstlerische Arbeit basiert auf dem Zugang zu einer Form der Regie, die Kubizek als „mentale Regie“ bezeichnet.
Kubizek ist Initiator der Aktion „6/24 - Birth of Supportainment“, die zur „Verbreitung positiver Botschaften“ aufruft. Er ist Chairman von „Zeiterneuerung - Organisation zur Förderung der Alltagstauglichkeit von Menschenrechten“ und Herausgeber des Europa Jahrbuchs der Menschenrechte 2018/19.
Seit 2023 ist Leonhard Kubizek Mitbegründer und inhaltlicher Leiter des „IAFP-Institut für Angewandte Friedenspädagogik und Prüfungsforschung“.
Leonhard Kubizek ist Vater von vier erwachsenen Kindern und lebt in Wien.

## Werke (Auszug)
- 1989 Zauberalmanach; Verlag Perlenreihe
- 1990 Kopfwerkzeuge – Lernen / Begreifen / Behalten; Verlag Perlenreihe
- 1993 Erfolg wirkt Wunder – lerne richtig lernen; Creditanstalt-Bankverein
- 1997 Lernen für kluge Köpfe; Ariston Verlag
- 1997 Wie man Prüfungen besteht ohne sich anzustrengen; Ariston Verlag
- 1998 Erfolgsformel Psychoakustik; Orac Verlag
- 2007 Das Geheimnis des Kiver; Springer Verlag Vienna
- 2013 Endlich frei von lästigem Lampenfieber, Nervosität und Prüfungsangst; Verlag Rampenlicht